# Willem van Hasselt
Pour les articles homonymes, voir Van Hasselt.
2eWillem van Hasselt, né à Rotterdam le 3 septembre 1882 et mort à Paris 12e le 25 août 1963, est un peintre français d'origine néerlandaise.

## Biographie

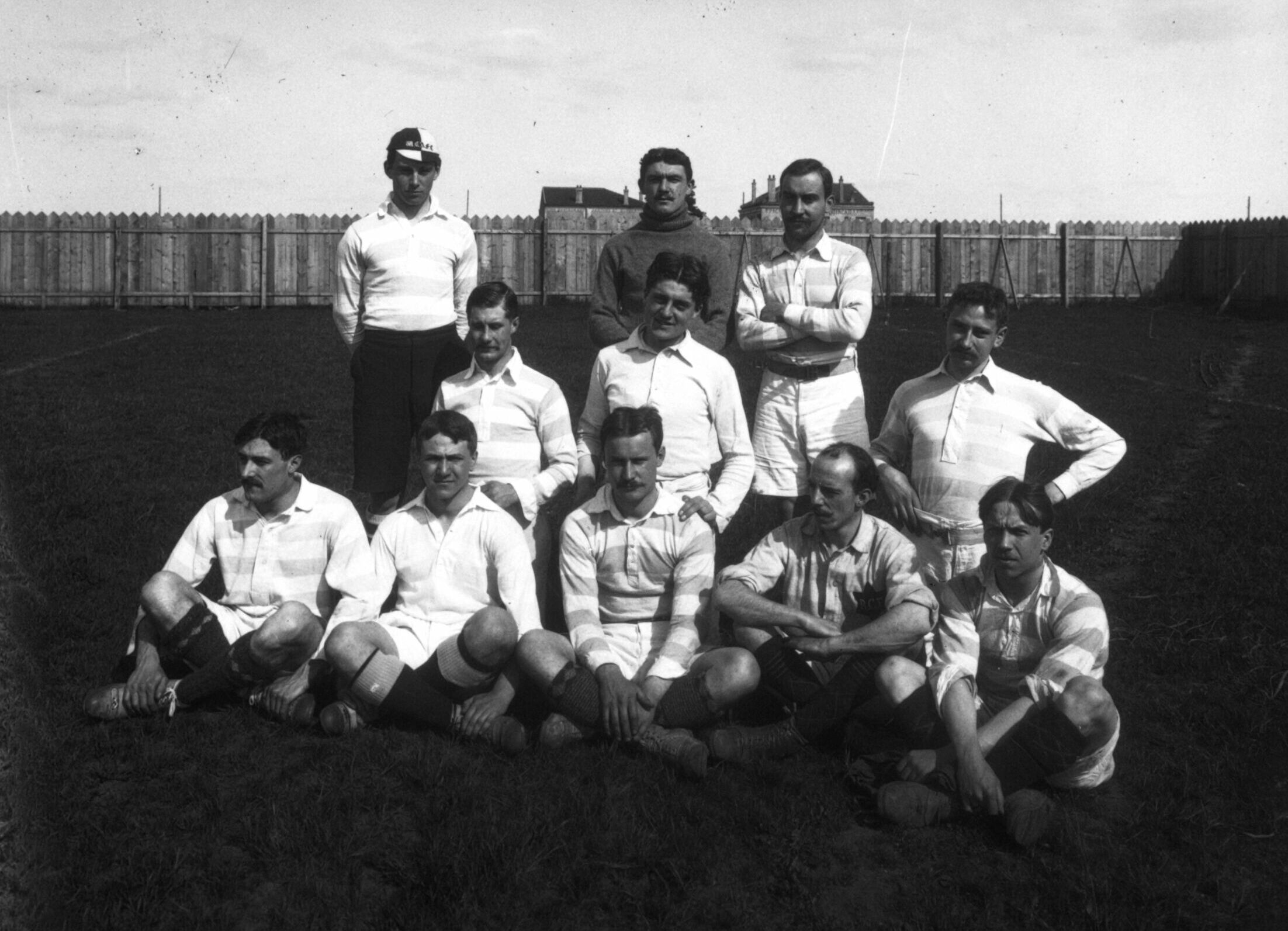
Le Racing vainqueur de la Coupe Dewar 1906. Van Hasselt, au 1er rang à droite, marque les deux buts de la victoire.

Fils d'un tailleur d'habits, Yan Van Hasselt, Willem van Hasselt grandit à Rotterdam, dans les quartiers qui bordent les canaux. Il étudie à l'Académie des Beaux-Arts de Rotterdam, sous la direction des peintres van Massdyck, Striesing et Machtweh. Il fait également partie du premier club de football de Rotterdam, le Sparta. Il en garde un profond amour pour le sport (football ou rugby).
En 1903, ayant obtenu ses diplômes, il quitte son pays pour Paris, afin de poursuivre ses études. Afin de gagner de quoi vivre, il dessine pour des journaux, pour la publicité, mais peint également des costumes de théâtre. Ses loisirs sont consacrés aux musées, où il perfectionne sa connaissance de la peinture. Il y découvre Camille Corot, qui influence durablement sa peinture. Il joue également comme ailier gauche au Racing Club de France mais sa carrière sportive prend fin à la suite d'un tacle d'Alfred Gindrat qui lui fracture la jambe.
Van Hasselt se rend ensuite à Londres, où tout en dessinant pour les journaux (The Star, The Morning leader), il arpente la National Gallery. Revenu en France dans le début des années 1910, il se lie d'amitié avec Édouard Saunier (1885-1918), avec qui il expose pour la première fois en 1911, ainsi qu'avec Jacques Salomon, neveu d'Édouard Vuillard. Van Hasselt entre alors dans l'entourage de Vuillard, fréquentant également Maurice Denis. Pendant la Première Guerre mondiale, van Hasselt qui n'a toujours pas la nationalité française sert comme ambulancier dans l'armée française.
Willem van Hasselt épouse en 1921 la dessinatrice Louise Le Vavasseur. Originaire de Bordeaux, elle lui fait découvrir le bassin d'Arcachon qui devient une véritable source d'inspiration : il y peint durant l'entre-deux-guerres un grand nombre de paysages marins et scènes de la vie quotidienne. 
Willem van Hasselt obtient la nationalité française en 1933.
Rejoignant son ami George Desvallières, il fait de fréquents séjours à Seine-Port, village pittoresque des bords de Seine, qui accueille à cette époque de nombreux artistes. Il peint également de nombreux paysages du Morbihan et de Bourgogne, lors de ses séjours chez sa fille à L'Isle-sur-Serein.
Willem van Hasselt est élu à l'Académie des beaux-arts en 1945, au siège d'André Devambez (1867-1944).
Il est à partir de 1951 membre du comité de l'Institut néerlandais et président des associations Fra Angelico et France-Hollande.
À partir de 1957 et jusqu'à sa mort, il habite à Nogent-sur-Marne, à la « Maison des artistes ». Sa tombe se trouve au cimetière protestant de Bordeaux.

### Descendance
Il a deux filles, Ida et Anne-Marie (épouse de François Charmet).

## Œuvre
La peinture de Willem van Hasselt est essentiellement composée d'huiles sur toile. Il est influencé par la peinture post-impressionniste d'Édouard Vuillard. La fréquentation de Maurice Denis et de Ker-Xavier Roussel a également eu de l'importance dans sa technique de peinture. 
Ses œuvres ont été, pour la plupart, vendues lors de son vivant à des particuliers. Quelques-unes sont conservées au Centre Georges-Pompidou, à Paris, d'autres en province, notamment au musée des Beaux-Arts de Bordeaux ou au musée des beaux-arts de Brest (Marine, huile sur toile, 54,1 x 65,2).